# Rupia francesa
La roupie o rupee (Rupia Francesa) fue la moneda de la India Francesa. Era equivalente a la rupia india usada por los británicos y los gobiernos indios. También desde 1871 fueron usadas como monedas con la rupia, sus divisiones: en 8 fanons, a la vez en 3 doudous o en 20 cash. Desde 1871, los billetes de banco fueron emitidas por el banco francés Bank of Indochina con el cual circuló a lo largo de la India Británica.

## Tabla de Intercambio monetario en 1843
| Pagodas | Rupias | Fanons (Panam) | Caches (Kāsu) | Francos |
| ------- | ------ | -------------- | ------------- | ------- |
| 1       | 3.5    | 28             | 560           | 8.40    |
|         | 1      | 8              | 160           | 2.40    |
|         |        | 1              | 20            | 0.30    |
|         |        |                | 1             | 0.015   |